# Indische Badmintonmeisterschaft 1992/93
Die Indische Badmintonmeisterschaft der Saison 1992/1993 fand Anfang 1993 in Kozhikode statt. Es war die 57. Austragung der nationalen Titelkämpfe im Badminton in Indien.

## Finalergebnisse
| Disziplin    | Sieger                               | Finalist                         | Ergebnis    |
| ------------ | ------------------------------------ | -------------------------------- | ----------- |
| Herreneinzel | Rajeev Bagga                         | Sushant Saxena                   | 15-8, 15-12 |
| Dameneinzel  | Manjusha Pawangadkar                 | Seema Bhandari                   |             |
| Herrendoppel | George Thomas Jaseel P. Ismail       | Pullela Gopichand Vijay Raghavan |             |
| Damendoppel  | Manjusha Pawangadkar Archana Deodhar | Larisa Sadarangani Sindhu Gulati |             |
| Mixed        | Harjeet Singh Sindhu Gulati          | Anil Nair Archana Deodhar        |             |